# Ruta Estatal de Nevada 146
La Ruta Estatal de Nevada 146, y abreviada SR 146 (en inglés: Nevada State Route 146) es una carretera estatal estadounidense ubicada en el estado de Nevada. La carretera inicia en el Oeste desde la I 15     en Henderson hacia el Este en la I 215     en Henderson. La carretera tiene una longitud de 10,7 km (6.673 mi).

## Mantenimiento
Al igual que las autopistas interestatales, y las rutas federales y el resto de carreteras estatales, la Ruta Estatal de Nevada 146 es administrada y mantenida por el Departamento de Transporte de Nevada por sus siglas en inglés Nevada DOT.